# Bagundu
Bagundu  (ou Bangundu) est un village du Cameroun situé dans le département du Manyu et la Région du Sud-Ouest, à proximité de la frontière avec le Nigeria. Il fait partie de la commune d'Akwaya.

## Localisation
Bagundu est localisé à 6° 27' 44 N et 9° 40' 14 E, à environ 262 km de distance de Buéa, le chef-lieu de la Région du Sud-Ouest, et à 354 km de Yaoundé, la capitale du Cameroun.

## Population
La localité comptait 411 habitants en 1953 et 489 en 1967, principalement des Messaga Ekol.
Lors du recensement de 2005, on y a recensé 2 915 habitants, dont 1 344 hommes et 1 571 femmes.